# コロニーオデッセイ
コロニーオデッセイ（Colony Odyssey）は、1983年に日本電気ホームエレクトロニクスが製作したアドベンチャーゲーム。

## 概要
FDDを標準搭載したホビーパソコンの先駆けであるPC-6601のバンドルソフトとして製作されたアドベンチャーゲームである。ボイスシンセサイザ、漢字表示、PSGサウンド、ハイレゾグラフィックなどPC-6601の機能を活かしたゲーム構成、フロッピーディスク6枚組という1983年当時の国産ソフトでは類を見ないボリューム、SF作家の小松左京による監修などの特徴がある。
本作は「コロニーオデッセイ（冒険編）」と「コロニーオデッセイII（対決編）」の二部構成であり、前半部にあたる「冒険編」はPC-6601本体に標準添付する形で販売された一方、後半部にあたる「対決編」はPC-6601とは別に発売された。これに加えてゲームセーブ用のブランクディスクが別途必要である。
対決編ディスクは、物語中盤で移動できるコロニーが増えた際に、追加されたコロニーのマップデータが入っているもので、明示的にストーリーが冒険編と対決編で区切られているわけではない。ただし冒険編で取り忘れのアイテムがなければ、対決編ディスクに入った以降は冒険編ディスクは使用しなくなる。
ゲーム内容は小松左京が監修しており、マニュアルの前書きで「コンピュータと文学の融合」を謳っている。
グラフィックは専門のデザイナーチームが手がけており、頭にゼンマイのネジが刺さったロボットや靴を履いた宇宙船などが登場する。総画面数は、冒険編と対決編の合計で150画面。
ゲーム中は様々なコロニーを渡り歩くが、コロニーによって中世風になっていたりウェスタン風になっていたりと特定の時代が再現されており、タイムトラベル的要素も持ち合わせている。ただし時間軸自体の移動はない。また、不用意な行動でゲームオーバーになる箇所が多く、たとえば行き先を入力せずにワープ装置のボタンを引いた場合、主人公が宇宙空間に飛ばされて窒息死してしまう。
後にPC-6001mkII用として、5インチディスク版の冒険編と対決編もそれぞれ発売された。なおPC-6601用ディスクはPC-6601固有のI/Oポートでディスクアクセスする作りになっているため、PC-6001mkIIでは動作しない。またPC-6001mkIISR、PC-6601SR（Mr.PC）では、PC-6001mkII用、PC-6601用のいずれも動作しない。
別売のディスクは、一般のショップに卸された例は殆ど無く、購入するにはNECのアンテナショップであるBit-INN等に行く必要があった。ちなみに本体添付の冒険編ディスクも保守部品扱いでPC型番を指定して取り寄せることはできた（9,800円）。
タイトル画面の音楽は組曲『展覧会の絵』の「キエフ（キーウ）の大門」が使用されている。ゲームをクリアすると表彰状が画面に表示されると共に『見よ勇者は帰る』の曲が流れ、続けて表彰状が音声合成で読み上げられ、最後に『蛍の光』がエンドレスで流れる。
ゲーム自体は、それまでゲーム作成経験の無いNECの女性スタッフ5名によって制作された。ストーリーはスタッフが作成したプロットを元に小松左京の監修を受け、グラフィックは専門のデザイナーによりPC-8801で描かれたものをコンバートして使用している。ゲーム中に流れる音楽はスタッフが自宅にある楽譜を持ち寄って選定した。
ゲーム中には著名な文学や映画からの引用（パロディ）とみられるシーンが度々登場するが、これについては対決編のパッケージに「どこかで見たあの場面、この場面、思わず笑っちゃいます」と記載があり、このゲームの売りの一つになっている。これも女性スタッフの遊び心から取り入れられた要素である。

## ストーリー
西暦3000年の世界、人類は使い古した地球を捨て、数千に及ぶスペースコロニーで快適な生活を送っていた。そのコロニーの一つ「エスペランス」で、主人公は自分の大切な人と楽しい休日を過ごすために待ち合わせをしていた。
主人公の大切な人のヘルパーロボット「パピパピ」が主人公を迎えに来るが、そこへ突然、謎のUFOが現れて主人公の大切な人を連れ去ってしまう。主人公は自分の大切な人を取り戻すべく、パピパピと共にそのUFOを追いかけていく。

## ゲームシステム
コマンドとして動詞と名詞の英単語をそれぞれ入力するマイクロキャビン版の「ミステリーハウス」と同じシステムである。「HOW?」の問いに対して動詞を入力して、続けて「WHAT?」の問いに対して名詞（目的語）を入力する。動詞で何も入力せずにリターンだけ押すと、状況を説明するメッセージが画面に表示される。
ゲーム序盤からロボットが同行し、時折気がついたことやヒントになるようなことを突然喋り出す。この際、画面にメッセージとしては表示されず、全てPC-6601の音声合成機能で喋って答えるので、場合によっては重要な内容が聞き取れない事がある。ちなみにPC-6601で追加された音声の音階機能は使われていない。
コロニー間を移動するには「ワープ装置」が必要で、ワープ装置は各コロニーの決まった場所にカモフラージュされて置いてあるので、それを見つける必要がある。ワープ装置を見つけたら、行き先のコロニー名を入力してボタンを引けば、そのコロニーに移動することができる。この際、ワープ装置自体は一緒に移動せずに、元の場所に再びカモフラージュされる。
また、物語の途中で、過去にPC-6001用のROMカートリッジソフトとして発売された「クイーンオセロ」「テニス」が登場し、実際に遊ぶ事でストーリーが進行するシーンがある。
グラフィック描画は、すべての画面を取り込み画像とするにはディスク容量が足りなかったせいか（1Dのディスクなので6枚でも容量は960KB程度である）、複雑な画像についてのみ、あらかじめ取り込んでおいたグラフィックで描画され、それ以外はラインとペイントで描画するという混在方式がとられている。表示には解像度が一番高いがカラーが4色しか使用できないモード4が使用され、画面によって使用するカラーセットを使い分けることで色彩を豊かにしている。
メッセージは漢字仮名交じりで表示されるが、ROMで持っている漢字が1024種類と少ない上、漢字と仮名で異なるフォントサイズを混在させているため、可読性は悪くなっている。
入力コマンドが全て英単語のため、子供でも遊びやすいように単語集がマニュアルに記載されていた。またある程度の史実に基づいたイベントが点在しているのは、単なるゲームでは無く何らかの教育的要素を持たせたいというメーガー側の意図からである。

## 登場人物
あなた（主人公）
ゲームの主人公。名前はゲーム開始時に入力する。性別の設定は無いが、敬称を「君」「さん」「ちゃん」「様」から選択する。
あなたの大切な人
主人公と同じく名前及び敬称をゲーム開始時に入力。物語冒頭でUFOにさらわれてしまう。
なお、主人公およびその大切な人は、性別の設定がないため同性同士としても登録することができる。
パピパピ
主人公の大切な人のヘルパーロボット。ゲーム中では主人公のお供となり狂言回し的な役割を担う。AIとしてPC-6601を内蔵。
孫悟空
対決編で登場。中国コロニーの岩の中に封印されていて、助け出すと物語終盤で重要な役割を果たす。

## 主なコロニー
コロニーの名前は、一部を除いてギリシア神話から名づけられている。
エスペランス（Esperance）
未来都市コロニー。ゲームのスタート地点。
イカール（Icare）
中世コロニー。エスペランスを出発して最初に到達する。
アマゾーン（Amazone）
武器が手に入る。自由の女神像が埋まっている海岸がある。
アルテミス（Artemis）
南極コロニー。マップが広く迷いやすい。主人の戻りを待ち続ける2匹の犬（タロとジロ）が登場する。
アポロ（Apollo）
西部コロニー。酒場にいる女性（マリリン・モンロー）に話しかけると「I Wanna Be Loved by You」の曲が流れる。
ペルセフォネ（Persephone）
対決編で登場するコロニーの一つ。ブッシュマンとコーラの瓶が登場する。